# Heterochaenia
Die Heterochaenia sind eine Pflanzengattung in der Familie der Glockenblumengewächse (Campanulaceae). Die etwa vier Arten kommen alle nur auf der Insel Réunion vor.

## Beschreibung

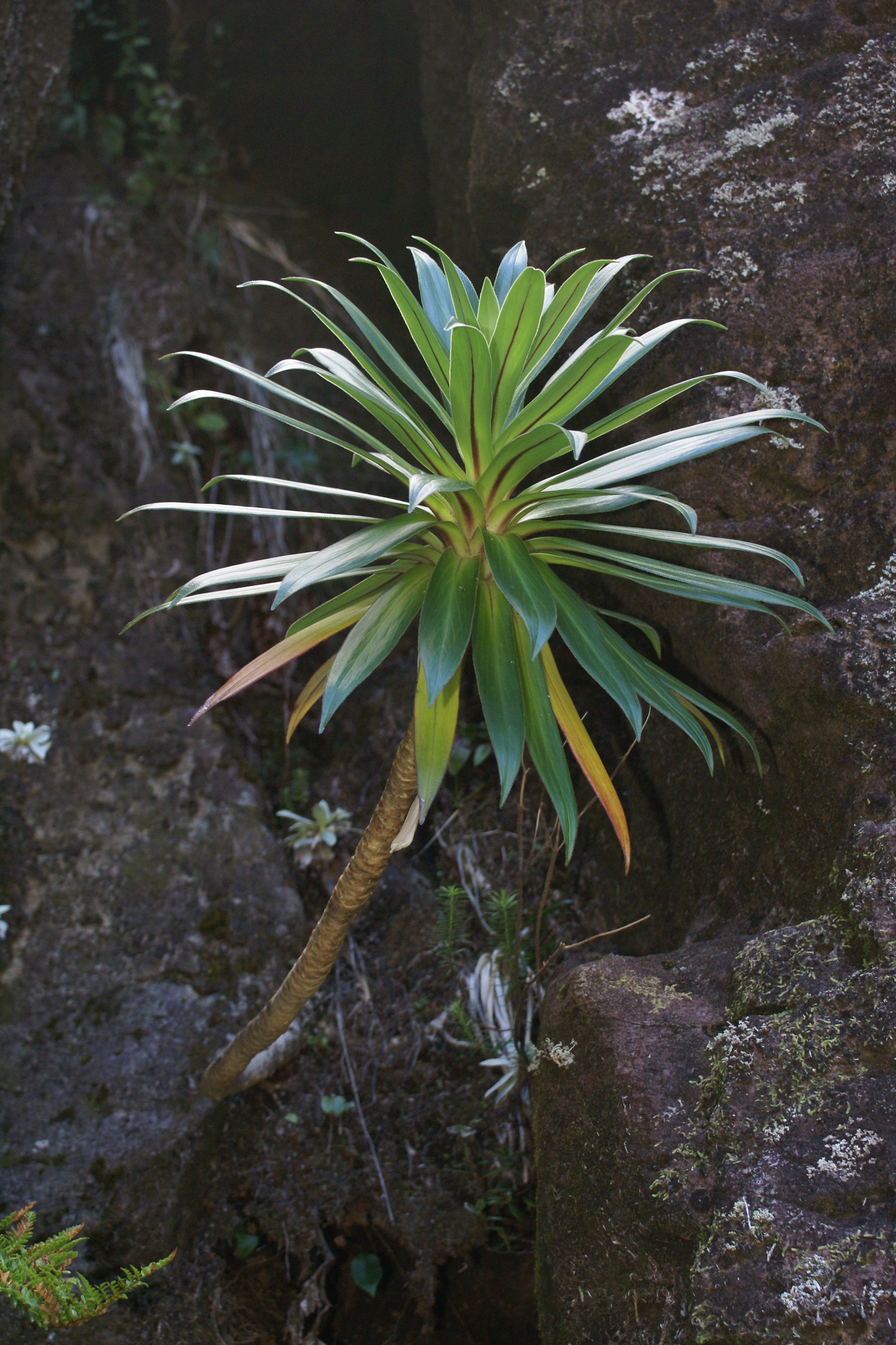
Heterochaenia rivalsii

### Vegetative Merkmale
Heterochaenia-Arten sind Sträucher. Die sitzenden Laubblätter sind in Gruppen an den oberen Enden der Zweige angeordnet.

### Generative Merkmale
Die gestielten Blüten stehen in endständigen traubigen oder rispigen Blütenständen zusammen.
Die relativ großen, zwittrigen Blüten sind radiärsymmetrisch und fünfzählig mit doppelter Blütenhülle. Die fünf Kelchblätter sind verwachsen. Die fünf violetten, blauen oder gelb-weißen Kronblätter sind glockenförmig verwachsen. Die Kronlappen sind genauso lang wie oder länger als die Kronröhre. Die Staubfäden der Staubblätter stehen getrennt voneinander, die Basis ist schlank. Die Staubbeutel sind genauso lang wie die Staubfäden. Der dreikammerige Fruchtknoten ist mit einem fünffach eingebuchteten, scheibenförmigen Nektarium besetzt.
Die dreifächerigen Kapselfrüchte springen vom oberen Ende her fachspaltig auf. 

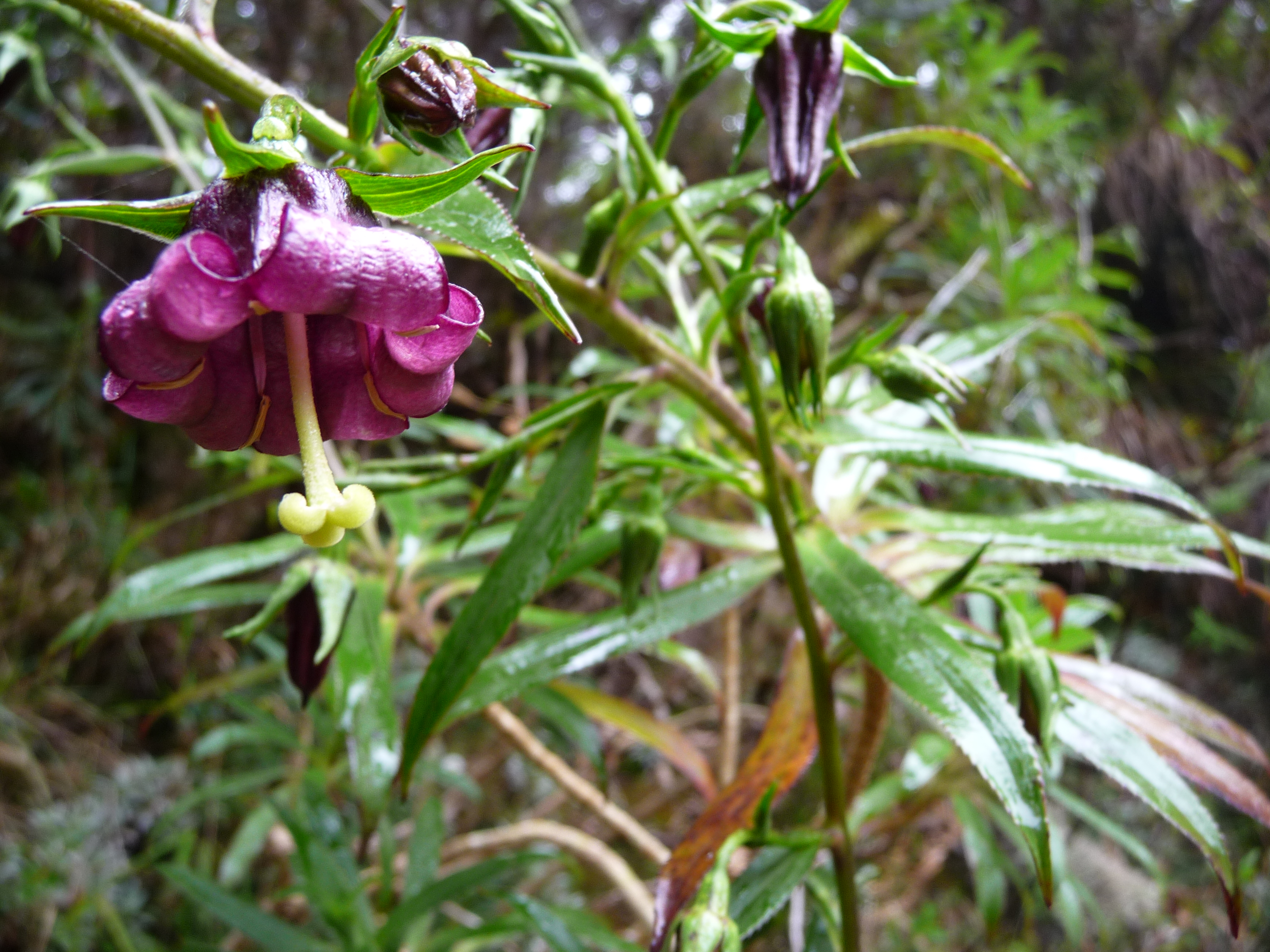
Heterochaenia ensifolia

## Systematik und Verbreitung
Die Gattung Heterochaenia wurde 1839 durch Alphonse Pyrame de Candolle in Prodromus Systematis Naturalis Regni Vegetabilis, 7, 2, Seite 441 aufgestellt. Typusart ist Heterochaenia ensifolia (Lam.) A.DC.
Innerhalb der Gattung Heterochaenia werden vier Arten unterschieden, die alle nur auf der Insel Réunion vorkommen:
- Heterochaenia borbonica Badré & Cadet: Dieser Endemit kommt nur auf der Insel Réunion vor.[1][2]
- Heterochaenia ensifolia (Lam.) A.DC. (Syn.: Campanula ensifolia Lam., Wahlenbergia ensifolia (Lam.) A.DC.): Dieser Endemit kommt nur auf der Insel Réunion vor.[1]
- Heterochaenia fragrans H.Thomas, Félicité & Adolphe: Diese Art wurde am 21. Oktober 2006 auf Réunion zum ersten Mal von H. Thomas gesammelt und 2008 erstbeschrieben.[1] Das Holotyp ist in Paris im Muséum national d’histoire naturelle hinterlegt.[2]
- Heterochaenia rivalsii Badré & Cadet: Dieser Endemit kommt nur auf der Insel Réunion vor.[1][2]